# Xylocopa sulcatipes
Xylocopa sulcatipes är en biart som beskrevs av Maa 1970. Xylocopa sulcatipes ingår i släktet snickarbin, och familjen långtungebin. Inga underarter finns listade i Catalogue of Life. Arten förekommer i Västasien.

## Beskrivning
Xylocopa sulcatipes är ett stort bi med svart grundfärg. Honan har förhållandevis gles, svart behåring i ansiktet och på mellankroppens ryggsida, medan hanen är helt täckt av gråbrun till svart behåring med undantag av ansiktet.

## Utbredning
Utbredningsområdet omfattar Turkmenistan, sydvästra Kazakstan, Israel, Palestina, Egypten, Saudiarabien och Jemen.

## Ekologi
Arten är polylektisk, den flyger till blommande växter från många familjer, som gråbladig kronbuske (i familjen oleanderväxter), Moringa peregrina (familjen pepparrotsträdsväxter) och arter i akaciasläktet (familjen ärtväxter). Gråbladig kronbuske används endast som nektarkälla, men från de övriga hämtas både nektar och pollen. Bina är värmekrävande, de flyger endast när temperaturen når upp till 21 °C. De är aktiva under hela dagen.

### Bo och fortplantning
Xylocopa sulcatipes kan vara både solitär och primitivt social. I sociala bon stannar en eller flera döttrar kvar som hjälpredor åt modern utan att bidra till reproduktionen, vanligen som vakter. I början kan de dock bestå av ett antal honor utan någon bestämd arbetsfördelning, men så småningom utkristalliseras en struktur med ett bi, modern, som dominant. De unga, oparade honorna och hanarna övervintrar i de gamla bona och parar sig på våren. Upp till fyra generationer kan produceras per år. I samband med parningen hävdar hanarna revir, som de försvarar mycket aggressivt mot andra hanar, samtidigt som de flyger omkring och letar efter en hona att para sig med.
Boet inrättas i smala växtdelar som trädgrenar, växtstänglar, bambustammar och liknande. Vanligt förekommande boväxter är bland andra gråbladig kronbuske (som även tjänar som födokälla) och dadelpalm. Upp till 8 celler kan konstrueras i en rad, alla cellerna med ett ägg och näring i form av bibröd (pollen blandat med nektar). I bredare substrat, som bladskaften hos dadelpalmer, kan även grenade bogångar förekomma. De fullbildade bina kommer fram mer eller mindre samtidigt efter ungefär en månad.